# Cottus rhotheus
Cottus rhotheus är en fiskart som först beskrevs av Smith 1882.  Cottus rhotheus ingår i släktet Cottus och familjen simpor. Inga underarter finns listade i Catalogue of Life.